# Barbara Bouley-Franchitti
Pour les articles homonymes, voir Bouley et Franchitti.
Barbara Bouley est une comédienne, metteur en scène et dramaturge française. Elle est née le 11 novembre 1965 à Aubervilliers.

## Biographie
Barbara Bouley est formée à l'art théâtral par Antoine Vitez. Elle est licenciée d'histoire et diplômée du Conservatoire national supérieur d'art dramatique. Elle débute la mise en scène en 1996 avec le spectacle Je ne suis pas Toi (femmes entre viande fraîche et roses) de Paul Bowles présenté lors du festival « Turbulences » à Strasbourg. En 1998, elle crée sa compagnie UN EXCURSUS avec laquelle elle monte des spectacles contemporains et initie plusieurs  programmes de recherches. Envoyée en mission au Cameroun en 1999 par le TGP, l’Afaa et le ministère des Affaires étrangères, elle met en place les chantiers d’Eyala Pena. Lors du Forum social européen de 2003, elle est rapporteuse européenne chargée des questions culturelles. Elle réalise son premier film documentaire en 2009 et écrit pour le théâtre depuis 2010.

## Actrice
- Bête de Style de Pier Paolo Pasolini, mise en scène Stanislas Nordey, Théâtre Gérard-Philipe de Saint-Denis, 1991
- Les chants du silence rouge, de Claudine Galéa, mise en scène Pierre Vial, Théâtre national de Strasbourg[6] & théâtre national de Marseille - La Criée, 1992
- Les Fourberies de Scapin de Molière, mise en scène Didier Patard, Théâtre du Jarnisy, 1992
- Le Vaste Monde d’Alain Enjary, mise en scène Arlette Bonnard,Théâtre de Sartrouville et tournée, 1993
- Le Verger, texte et mise en scène Didier Patard, Théâtre du Jarnisy, 1994
- Route 33 de Stéphane Keller, mise en scène Gérard Watkins, Échangeur de Bagnolet, 1994
- La capitale secrète, texte et mise en scène de Gérard Watkins, CDN de Gennevilliers & ADC Quimper, 1995

## Mise en scène et dramaturgies
- Je ne suis pas toi (femmes entre viande fraîche et roses) de Paul Bowles, festival des turbulences de Strasbourg, 1996
- Les aventures d’Huckleberry Finn de Mark Twain, Festival Enfantillage & tournée, 1997
- Le temps de la saison verte de H.Yamguen, Théâtre Gérard-Philipe de Saint-Denis et tournée, 1999
- Tes, de Jérome Robard, mise en espace lors de la manifestation « Du monde entier", Théâtre Gérard-Philipe de Saint-Denis, 1999
- Ekhaya, le retour de Matsemala Manaka, Tournée au Cameroun & tournée en France lors de la manifestation « Lille 2000, Afrique en créations », 2000
- Le faiseur d’histoires de Kossi Efoui, Laboratoires d'Aubervilliers, 2000
- Du lundi naît un mardi, d’après Bertolt Brecht, dramaturgie pour la Cie Théâtre inutile, 2000
- Parcours d’argile 1 et 2, Théâtre Gérard-Philipe Saint-Denis & Tournée au Cameroun, 2002
- Tempêtes, d’après Shakespeare, Théâtre de la Belle étoile (93) et Rencontres urbaines de la Villette, 2003
- « Ne m’oublies pas...Signé DC », spectacle avec le quatuor Ludwig sur Dimitri Chostakovitch, 2003.
- Suspensions Poétiques, festival d’Avignon 2004
- Work in Progress "Oresties Démocraties Itinérantes", Anis Gras le lieu de l'autre, 2005
- Traversées - Lectures, avec Io de Kossi Efoui et Pylade de Pier Paolo Pasolini, Studio Théâtre de la Comédie Française (Paris), 2006
- Jaming the factory, Festival des villes des musiques du monde, 2007
- Mixtion 1, 2 & 3 (Module inachevé d’interventions pluridisciplinaire), Anis Gras Le lieu de l'autre & Villa mais d’Ici, 2008
- Work in progress " La tragédie, comme miroir de notre temps", 2010
- Connexions Spectrales, texte de Barbara Bouley[7], Festival "théâtre du réel 2012", Gare au théâtre (Vitry), 2012
- Work in progress "Revenir" sur les blessures invisibles de la guerre, Le vent se lève-Paris, 2013
- Les héros sont ceux qui meurent, textes de Barbara Bouley & adaptation d'un texte de Claire Tencin[8], Beffroi de Montrouge, 2014

## Cinéma
- 2009 : Et maintenant la quatrième partie de la trilogie commence (écriture et réalisation)

## Adaptation
- L'Épopée de Gilgamesh, adaptation pour la Cie Un Excursus, 2002
- Pour ne pas oublier, texte de Barbara Bouley d'après le mythe de Déméter, 2011
- Je suis un héros, j'ai jamais tué de Bougnoul, adaptation du roman de Claire Tencin, 2014